# Clasificación para el Campeonato Europeo de Baloncesto Masculino de 2015
Esta página describe la fase de clasificación entre selecciones para participar en el Eurobasket de 2015.

## Formato de clasificación
Los equipos de la primera fase estarán divididos en cuatro grupos. El primer clasificado de cada grupo estará clasificado para una fase eliminatoria compuesta por dos semifinales y una final en un sistema de ida y vuelta. El campeón de esta fase pasará directamente al Eurobasket 2015.
El resto de los equipos jugarán una fase clasificación en verano de 2014 con los equipos del Eurobasket 2013 que no se clasificaron directamente para esta nueva edición.

## Primera Fase de Clasificación
Estarán los equipos que no se clasificaron para el Eurobasket 2013 y tendrán que realizar esta fase durante el verano de 2013.

### Sorteo
| Pot 1                            | Pot 2                                  | Pot 3                                   | Pot 4     |
| -------------------------------- | -------------------------------------- | --------------------------------------- | --------- |
| Estonia Bulgaria Austria Hungría | Suiza Países Bajos Bielorrusia Rumania | Islandia Eslovaquia Portugal Luxemburgo | Dinamarca |

### Fase de grupos

#### Composición
| Group A                   | Group B                       | Group C                            | Group D                        |
| ------------------------- | ----------------------------- | ---------------------------------- | ------------------------------ |
| Bulgaria Rumania Islandia | Estonia Países Bajos Portugal | Austria Suiza Luxemburgo Dinamarca | Hungría Bielorrusia Eslovaquia |

#### Grupo A
|   | Equipo   | Pts | PG | PP | PF  | PC  | Dif |
| - | -------- | --- | -- | -- | --- | --- | --- |
| 1 | Bulgaria | 7   | 3  | 1  | 327 | 279 | 48  |
| 2 | Islandia | 6   | 2  | 2  | 287 | 304 | −17 |
| 3 | Rumania  | 5   | 1  | 3  | 280 | 307 | −27 |

#### Grupo B
|   | Equipo       | Pts | PG | PP | PF  | PC  | Dif |
| - | ------------ | --- | -- | -- | --- | --- | --- |
| 1 | Estonia      | 7   | 3  | 1  | 235 | 199 | 36  |
| 2 | Portugal     | 6   | 2  | 2  | 209 | 209 | 0   |
| 3 | Países Bajos | 5   | 1  | 3  | 134 | 157 | −23 |

#### Grupo C
|   | Equipo     | Pts | PG | PP | PF  | PC  | Dif  |
| - | ---------- | --- | -- | -- | --- | --- | ---- |
| 1 | Suiza      | 11  | 5  | 1  | 461 | 378 | 83   |
| 2 | Austria    | 11  | 5  | 1  | 535 | 445 | 90   |
| 3 | Dinamarca  | 8   | 2  | 4  | 400 | 430 | −30  |
| 3 | Luxemburgo | 6   | 0  | 6  | 378 | 521 | −143 |

#### Grupo D
|   | Equipo      | Pts | PG | PP | PF  | PC  | Dif |
| - | ----------- | --- | -- | -- | --- | --- | --- |
| 1 | Bielorrusia | 7   | 3  | 1  | 341 | 306 | 35  |
| 2 | Eslovaquia  | 6   | 2  | 2  | 292 | 341 | −49 |
| 3 | Hungría     | 5   | 1  | 3  | 278 | 264 | 14  |

### Fase de Play-off

#### Cuadro
|  | Semifinales | Semifinales | Semifinales | Semifinales | Semifinales |     |          | Final    | Final | Final | Final | Final |
|  |             |             |             |             |             |     |          |          |       |       |       |       |
|  | Bulgaria    | Bulgaria    | 92          | 87          | 179         |     |          |          |       |       |       |       |
|  | Suiza       | Suiza       | 71          | 67          | 138         |     |          |          |       |       |       |       |
|  |             |             |             |             |             |     | Bulgaria | Bulgaria | 58    | 49    | 107   |       |
|  |             | Estonia     | Estonia     | 55          | 61          | 116 |          |          |       |       |       |       |
|  | Estonia     | Estonia     | 70          | 79          | 149         |     |          |          |       |       |       |       |
|  | Bielorrusia | Bielorrusia | 76          | 61          | 137         |     |          |          |       |       |       |       |

## Segunda Fase de Clasificación
En la segunda ronda, 26 selecciones estarán divididas en cinco grupos de cuatro equipos y otros dos grupos de tres equipos. El primer clasificado de cada equipo y los seis mejores segundos (solo se excluirá al séptimo mejor) estarán clasificados para el Eurobasket 2015. Estos partidos se jugarán durante el verano de 2014 (del 10 de agosto al 27 de agosto).

### Sorteo
| Pot 1                                                                           | Pot 2                                                                | Pot 3                                                           | Pot 4                                             |
| ------------------------------------------------------------------------------- | -------------------------------------------------------------------- | --------------------------------------------------------------- | ------------------------------------------------- |
| Italia Letonia Bélgica Bosnia y Herzegovina Alemania Montenegro República Checa | Gran Bretaña Macedonia del Norte Israel Rusia Georgia Suecia Polonia | Bulgaria Bielorrusia Suiza Austria Islandia Portugal Eslovaquia | Dinamarca Hungría Rumania Países Bajos Luxemburgo |

### Grupo A
|   | Equipo               | Pts | PG | PP | PF  | PC  | Dif |
| - | -------------------- | --- | -- | -- | --- | --- | --- |
| 1 | Bosnia y Herzegovina | 8   | 4  | 0  | 304 | 267 | 37  |
| 2 | Islandia             | 5   | 2  | 1  | 286 | 289 | −3  |
| 3 | Gran Bretaña         | 4   | 0  | 4  | 274 | 308 | −34 |

| 10 de agosto de 2014 | Islandia                                             | 83–70                                 | Gran Bretaña                                   | |  |
| 19:00                | Parciales: 22–10, 12–24, 25–24, 24–12                | Parciales: 22–10, 12–24, 25–24, 24–12 | Parciales: 22–10, 12–24, 25–24, 24–12          | |  |
|                      | Estadísticas Pálsson 24 Bæringsson 15 Ermolinskij 14 | Reporte Pts Reb Asts                  | Estadísticas Clark 20 Sullivan 9 Van Oostrum 4 | Pabellón: Laugardalshöll, Reikiavik Asistencia: 1,418 espectadores Árbitros: Renaud Geller (BEL), Apostolos Kalpakas (SWE), Clemens Fritz (GER) |  |

| 13 de agosto de 2014 | Gran Bretaña                                | 67–80                                 | Bosnia y Herzegovina                                       | |  |
| 19:35                | Parciales: 11–23, 20–23, 19–21, 17–13       | Parciales: 11–23, 20–23, 19–21, 17–13 | Parciales: 11–23, 20–23, 19–21, 17–13                      | |  |
|                      | Estadísticas Clark 14 Clark 9 Van Oostrum 3 | Reporte Pts Reb Asts                  | Estadísticas Teletović 25 Mitrović 7 Pašalić, Stipanović 4 | Pabellón: Copper Box, London Asistencia: 5,215 espectadores Árbitros: Daniel Hierrezuelo (ESP), Paolo Taurino (ITA), Sérgio Silva (POR) |  |

| 17 de agosto de 2014 | Bosnia y Herzegovina                            | 72–62                                | Islandia                                                | |  |
| 20:00                | Parciales: 22–10, 12–17, 22–6, 16–29            | Parciales: 22–10, 12–17, 22–6, 16–29 | Parciales: 22–10, 12–17, 22–6, 16–29                    | |  |
|                      | Estadísticas Teletović 29 Teletović 12 Gordić 5 | Reporte Pts Reb Asts                 | Estadísticas Gunnarsson 18 Hermannsson 6 Vilhjálmsson 2 | Pabellón: SKPC Mejdan, Tuzla Asistencia: 7,000 espectadores Árbitros: Alessandro Martolini (ITA), Ioannis Foufis (GRE), Erez Gurion (ISR) |  |

| 20 de agosto de 2014 | Gran Bretaña                                              | 69–71                                 | Islandia                                                | |  |
| 19:35                | Parciales: 22–18, 16–10, 16–28, 15–15                     | Parciales: 22–18, 16–10, 16–28, 15–15 | Parciales: 22–18, 16–10, 16–28, 15–15                   | |  |
|                      | Estadísticas Achara 15 Clark, Van Oostrum 8 Van Oostrum 5 | Reporte Pts Reb Asts                  | Estadísticas Stefánsson 23 Bæringsson 13 Vilhjálmsson 5 | Pabellón: Copper Box, London Asistencia: 4,379 espectadores Árbitros: Fernando Rocha (POR), Regis Bardera (FRA), Fernando Cuevas (ESP) |  |

| 24 de agosto de 2014 | Bosnia y Herzegovina                            | 74–68                                | Gran Bretaña                                | |  |
| 20:00                | Parciales: 22–19, 19–18, 20–22, 13–9            | Parciales: 22–19, 19–18, 20–22, 13–9 | Parciales: 22–19, 19–18, 20–22, 13–9        | |  |
|                      | Estadísticas Teletović 25 Milošević 10 Gordić 7 | Reporte Pts Reb Asts                 | Estadísticas Mockford 19 Clark 7 Sullivan 4 | Pabellón: Dvorana Mirza Delibašić, Sarajevo Asistencia: 6,500 espectadores Árbitros: Benjamin Trujillo (ESP), Saverio Lanzarini (ITA), Tomasz Trawicki (POL) |  |

| 27 de agosto de 2014 | Islandia                                                         | 70–78                                 | Bosnia y Herzegovina                            | |  |
| 19:30                | Parciales: 16–24, 31–19, 11–15, 12–20                            | Parciales: 16–24, 31–19, 11–15, 12–20 | Parciales: 16–24, 31–19, 11–15, 12–20           | |  |
|                      | Estadísticas Stefánsson 21 Pálsson 9 Vilhjálmsson, Ermolinskij 3 | Reporte Pts Reb Asts                  | Estadísticas Kikanović 24 Kikanović 16 Gordić 5 | Pabellón: Laugardalshöll, Reikiavik Asistencia: 2,500 espectadores Árbitros: Anton Makhlin (RUS), Moritz Reiter (GER), Johannes Sarekoski (FIN) |  |

### Grupo B
|   | Equipo       | Pts | PG | PP | PF  | PC  | Dif |
| - | ------------ | --- | -- | -- | --- | --- | --- |
| 1 | Israel       | 10  | 4  | 2  | 487 | 435 | 52  |
| 2 | Países Bajos | 10  | 4  | 2  | 378 | 374 | 4   |
| 3 | Montenegro   | 9   | 3  | 3  | 434 | 447 | −13 |
| 4 | Bulgaria     | 7   | 1  | 5  | 400 | 443 | −43 |

| 10 de agosto de 2014 | Israel                                              | 97–100                                              | Montenegro                                                  | |  |
| 19:00                | Parciales: 20–17, 20–22, 18–27, 28–20 (T.E.: 11–14) | Parciales: 20–17, 20–22, 18–27, 28–20 (T.E.: 11–14) | Parciales: 20–17, 20–22, 18–27, 28–20 (T.E.: 11–14)         | |  |
|                      | Estadísticas Casspi 28 Casspi 10 Mekel 6            | Reporte Pts Reb Asts                                | Estadísticas Rochestie 17 Dragičević, Šehović 6 Rochestie 9 | Pabellón: Eleftheria Indoor Hall, Nicosia, Cyprus Asistencia: 400 espectadores Árbitros: Fernando Rocha (POR), Elias Koromilas (GRE), Marius Ciulin (ROU) |  |

| 10 de agosto de 2014 | Bulgaria                                              | 53–62                                | Países Bajos                                       | |  |
| 20:30                | Parciales: 15–20, 12–17, 6–11, 20–14                  | Parciales: 15–20, 12–17, 6–11, 20–14 | Parciales: 15–20, 12–17, 6–11, 20–14               | |  |
|                      | Estadísticas Avramov 17 Nikolov 6 Marinov, Vezenkov 3 | Reporte Pts Reb Asts                 | Estadísticas Slagter 18 Oudendag 9 three players 3 | Pabellón: Arena Samokov, Samokov Asistencia: 1,200 espectadores Árbitros: Borys Shulga (UKR), Evgeny Vetrov (RUS), Ciprian Stoica (ROU) |  |

| 13 de agosto de 2014 | Países Bajos                                      | 57–66                               | Israel                                 | |  |
| 19:30                | Parciales: 22–21, 19–24, 12–13, 4–8               | Parciales: 22–21, 19–24, 12–13, 4–8 | Parciales: 22–21, 19–24, 12–13, 4–8    | |  |
|                      | Estadísticas Schaftenaar 12 Oudendag 11 Slagter 7 | Reporte Pts Reb Asts                | Estadísticas Pnini 16 Casspi 8 Mekel 5 | Pabellón: MartiniPlaza, Groningen Asistencia: 1,200 espectadores Árbitros: Antonio Conde (ESP), Semen Ovinov (RUS), Haydn Jones (WAL) |  |

| 13 de agosto de 2014 | Montenegro                                           | 70–64                                              | Bulgaria                                               | |  |
| 21:00                | Parciales: 11–20, 21–13, 12–12, 16–15 (T.E.: 10–4)   | Parciales: 11–20, 21–13, 12–12, 16–15 (T.E.: 10–4) | Parciales: 11–20, 21–13, 12–12, 16–15 (T.E.: 10–4)     | |  |
|                      | Estadísticas Dragičević 20 Dragičević 9 Mihailovič 6 | Reporte Pts Reb Asts                               | Estadísticas Vezenkov 14 Vezenkov 8 Marinov, Avramov 3 | Pabellón: Morača Sports Center, Podgorica Asistencia: 2,100 espectadores Árbitros: Christos Christodoulou (GRE), Saša Pukl (SLO), Antonis Demetriou (CYP) |  |

| 17 de agosto de 2014 | Bulgaria                                       | 84–100                                | Israel                                    | |  |
| 20:30                | Parciales: 22–29, 16–17, 20–34, 26–20          | Parciales: 22–29, 16–17, 20–34, 26–20 | Parciales: 22–29, 16–17, 20–34, 26–20     | |  |
|                      | Estadísticas Vezenkov 18 Varbanov 12 Marinov 5 | Reporte Pts Reb Asts                  | Estadísticas Casspi 19 Fischer 13 Mekel 7 | Pabellón: Universiada Hall, Sofia Asistencia: 1,200 espectadores Árbitros: Benjamin Jiménez (ESP), Nikolaos Somos (GRE), Saša Maričić (SRB) |  |

| 17 de agosto de 2014 | Montenegro                                      | 60–65                                | Países Bajos                                     | |  |
| 21:00                | Parciales: 20–15, 16–15, 5–20, 19–15            | Parciales: 20–15, 16–15, 5–20, 19–15 | Parciales: 20–15, 16–15, 5–20, 19–15             | |  |
|                      | Estadísticas Šehović 13 Golubović 7 Rochestie 6 | Reporte Pts Reb Asts                 | Estadísticas Schaftenaar 18 Oudendag 7 Slagter 4 | Pabellón: Morača Sports Center, Podgorica Asistencia: 2,100 espectadores Árbitros: Anton Makhlin (RUS), Georgios Poursanidis (GRE), Yener Yilmaz (TUR) |  |

| 20 de agosto de 2014 | Países Bajos                                                          | 66–57                               | Bulgaria                                      | |  |
| 20:00                | Parciales: 23–18, 16–22, 14–9, 13–8                                   | Parciales: 23–18, 16–22, 14–9, 13–8 | Parciales: 23–18, 16–22, 14–9, 13–8           | |  |
|                      | Estadísticas Schaftenaar 17 Koenis, Schaftenaar 7 Slagter, Williams 4 | Reporte Pts Reb Asts                | Estadísticas Vezenkov 26 Vezenkov 5 Velikov 4 | Pabellón: Vijf Meihal, Leiden Asistencia: 1,500 espectadores Árbitros: Miguel Pérez (ESP), Manuel Mazzoni (ITA), Paul Walton (ENG) |  |

| 20 de agosto de 2014 | Montenegro                                       | 65–80                                 | Israel                                   | |  |
| 21:00                | Parciales: 20–20, 12–17, 19–24, 14–19            | Parciales: 20–20, 12–17, 19–24, 14–19 | Parciales: 20–20, 12–17, 19–24, 14–19    | |  |
|                      | Estadísticas Dragičević 19 Borisov 7 Rochestie 5 | Reporte Pts Reb Asts                  | Estadísticas Casspi 17 Mekel 11 Mekel 11 | Pabellón: Morača Sports Center, Podgorica Asistencia: 4,100 espectadores Árbitros: Luigi Lamonica (ITA), Vicente Bulto (ESP), Panagiotis Anastopoulos (GRE) |  |

| 24 de agosto de 2014 | Israel                                         | 83–60                                | Países Bajos                                  | |  |
| 19:00                | Parciales: 26–5, 22–18, 14–19, 21–18           | Parciales: 26–5, 22–18, 14–19, 21–18 | Parciales: 26–5, 22–18, 14–19, 21–18          | |  |
|                      | Estadísticas Casspi 22 Casspi 8 Mekel, Pnini 6 | Reporte Pts Reb Asts                 | Estadísticas De Jong 15 Oudendag 9 Williams 4 | Pabellón: Eleftheria Indoor Hall, Nicosia, Cyprus Asistencia: 300 espectadores Árbitros: Alessandro Martolini (ITA), Oscar Perea (ESP), Charalampos Karakatsounis (GRE) |  |

| 24 de agosto de 2014 | Bulgaria                                      | 73–84                                 | Montenegro                                        | |  |
| 20:30                | Parciales: 23–18, 11–23, 23–22, 16–21         | Parciales: 23–18, 11–23, 23–22, 16–21 | Parciales: 23–18, 11–23, 23–22, 16–21             | |  |
|                      | Estadísticas Vezenkov 17 Vezenkov 7 Avramov 4 | Reporte Pts Reb Asts                  | Estadísticas Rochestie 17 Golubović 10 Ivanović 6 | Pabellón: Universiada Hall, Sofia Asistencia: 500 espectadores Árbitros: Miguel Pérez (ESP), Rüstü Nuran (TUR), Ioannis Foufis (GRE) |  |

| 27 de agosto de 2014 | Países Bajos                                 | 68–55                                | Montenegro                                                | |  |
| 20:00                | Parciales: 17–18, 13–15, 20–5, 18–17         | Parciales: 17–18, 13–15, 20–5, 18–17 | Parciales: 17–18, 13–15, 20–5, 18–17                      | |  |
|                      | Estadísticas Slagter 15 Kherrazi 9 Slagter 5 | Reporte Pts Reb Asts                 | Estadísticas Šehović 17 Golubović 6 Rochestie, Ivanović 3 | Pabellón: Vijf Meihal, Leiden Asistencia: 2,500 espectadores Árbitros: Emin Moğulkoç (TUR), Petr Hrůša (CZE), Nick Van den Broeck (BEL) |  |

| 27 de agosto de 2014 | Israel                                    | 61–69                                | Bulgaria                                      | |  |
| 20:45                | Parciales: 19–16, 22–12, 11–17, 9–24      | Parciales: 19–16, 22–12, 11–17, 9–24 | Parciales: 19–16, 22–12, 11–17, 9–24          | |  |
|                      | Estadísticas Eliyahu 16 Eliyahu 7 Pnini 6 | Reporte Pts Reb Asts                 | Estadísticas Vezenkov 20 Vezenkov 8 Avramov 4 | Pabellón: Kition Athletic Center, Larnaca, Cyprus Asistencia: 100 espectadores Árbitros: Spyridon Gontas (GRE), Jurgis Laurinavicius (LTU), Tomislav Vovk (CRO) |  |

### Grupo C
|   | Equipo     | Pts | PG | PP | PF  | PC  | Dif  |
| - | ---------- | --- | -- | -- | --- | --- | ---- |
| 1 | Polonia    | 11  | 5  | 1  | 540 | 436 | 104  |
| 2 | Alemania   | 10  | 4  | 2  | 535 | 404 | 131  |
| 3 | Austria    | 9   | 3  | 3  | 465 | 483 | −18  |
| 4 | Luxemburgo | 6   | 0  | 6  | 397 | 604 | −207 |

| 10 de agosto de 2014 | Polonia                                        | 68–67                                 | Alemania                                                   | |  |
| 20:00                | Parciales: 22–20, 14–11, 20–19, 12–17          | Parciales: 22–20, 14–11, 20–19, 12–17 | Parciales: 22–20, 14–11, 20–19, 12–17                      | |  |
|                      | Estadísticas Waczyński 19 Cel 10 Skibniewski 5 | Reporte Pts Reb Asts                  | Estadísticas Schaffartzik, Schröder 16 Zirbes 9 Schröder 5 | Pabellón: Toruń Torwar Hall, Toruń Asistencia: 5,200 espectadores Árbitros: Robert Vyklický (CZE), Gentian Cici (ALB), Igor Mitrovski (MKD) |  |

| 10 de agosto de 2014 | Austria                                            | 84–76                                 | Luxemburgo                                                 | |  |
| 20:20                | Parciales: 30–14, 21–13, 19–22, 14–27              | Parciales: 30–14, 21–13, 19–22, 14–27 | Parciales: 30–14, 21–13, 19–22, 14–27                      | |  |
|                      | Estadísticas Schreiner 16 Mahalbašić 10 Klepeisz 5 | Reporte Pts Reb Asts                  | Estadísticas Schumacher 19 Birenbaum, Arbaut 4 Birenbaum 4 | Pabellón: Multiversum, Schwechat Asistencia: 500 espectadores Árbitros: Václav Lukeš (CZE), Tamás Benczur (HUN), Mario Majkič (SLO) |  |

| 13 de agosto de 2014 | Luxemburgo                                           | 61–113                                | Polonia                                                | |  |
| 19:30                | Parciales: 10–26, 17–23, 24–39, 10–25                | Parciales: 10–26, 17–23, 24–39, 10–25 | Parciales: 10–26, 17–23, 24–39, 10–25                  | |  |
|                      | Estadísticas Jones 16 four players 2 three players 1 | Reporte Pts Reb Asts                  | Estadísticas Szewczyk 20 Kulig 7 Szewczyk, Laczynski 3 | Pabellón: D'Coque, Luxembourg City Asistencia: 600 espectadores Árbitros: Joseph Bissang (FRA), Nick van den Broeck (BEL), Sebastien Clivaz (SUI) |  |

| 13 de agosto de 2014 | Austria                                         | 64–77                                | Alemania                                               | |  |
| 20:20                | Parciales: 14–19, 21–14, 20–15, 9–29            | Parciales: 14–19, 21–14, 20–15, 9–29 | Parciales: 14–19, 21–14, 20–15, 9–29                   | |  |
|                      | Estadísticas Murati 27 Mahalbašić 8 Schreiner 6 | Reporte Pts Reb Asts                 | Estadísticas Kleber 20 Kleber, Zirbes 7 Schaffartzik 5 | Pabellón: Multiversum, Schwechat Asistencia: 2,500 espectadores Árbitros: Milija Vojinović (SRB), Matej Boltauzer (SLO), Tamas Földhazi (HUN) |  |

| 17 de agosto de 2014 | Alemania                                             | 109–49                              | Luxemburgo                                             | |  |
| 19:00                | Parciales: 29–17, 26–18, 27–5, 27–9                  | Parciales: 29–17, 26–18, 27–5, 27–9 | Parciales: 29–17, 26–18, 27–5, 27–9                    | |  |
|                      | Estadísticas four players 12 Theis 12 Schaffartzik 6 | Reporte Pts Reb Asts                | Estadísticas Jones 12 Schumacher, Jones 4 Schumacher 4 | Pabellón: Trier Arena, Tréveris Asistencia: 3,251 espectadores Árbitros: Keith Williams (ENG), Vladimir Tsekov (BUL), Nikola Perlic (CRO) |  |

| 17 de agosto de 2014 | Austria                                                         | 83–81                                 | Polonia                                       | |  |
| 20:20                | Parciales: 24–26, 21–18, 20–23, 18–14                           | Parciales: 24–26, 21–18, 20–23, 18–14 | Parciales: 24–26, 21–18, 20–23, 18–14         | |  |
|                      | Estadísticas Mahalbašić 24 Mahalbašić 5 Schreiner, Mahalbašić 4 | Reporte Pts Reb Asts                  | Estadísticas Cel 14 Waczyński 8 Skibniewski 6 | Pabellón: Multiversum, Schwechat Asistencia: 1,000 espectadores Árbitros: Ilija Belošević (SRB), Johann Jeanneau (FRA), Paul Walton (ENG) |  |

| 20 de agosto de 2014 | Luxemburgo                                   | 71–80                                | Austria                                               | |  |
| 19:30                | Parciales: 28–24, 15–18, 20–24, 8–14         | Parciales: 28–24, 15–18, 20–24, 8–14 | Parciales: 28–24, 15–18, 20–24, 8–14                  | |  |
|                      | Estadísticas Schumacher 19 Jones 6 Delgado 5 | Reporte Pts Reb Asts                 | Estadísticas Mahalbašić 19 Mahalbašić 12 Mahalbašić 6 | Pabellón: D'Coque, Luxemburgo Asistencia: 573 espectadores Árbitros: Haydn Jones (WAL), Pedro Coelho (POR), Vincent Delestrée (BEL) |  |

| 20 de agosto de 2014 | Alemania                                           | 76–88                                 | ' Polonia'{                                 | |  |
| 20:00                | Parciales: 15–26, 26–17, 12–23, 23–22              | Parciales: 15–26, 26–17, 12–23, 23–22 | Parciales: 15–26, 26–17, 12–23, 23–22       | |  |
|                      | Estadísticas Theis, Schröder 20 Theis 8 Schröder 7 | Reporte Pts Reb Asts                  | Estadísticas Ponitka 19 Cel 5 Skibniewski 6 | Pabellón: Telekom Dome, Bonn Asistencia: 4,500 espectadores Árbitros: Sreten Radović (CRO), Petar Obradović (BIH), Sašo Petek (SLO) |  |

| 24 de agosto de 2014 | Alemania                                              | 88–69                                | Austria                                        | |  |
| 14:00                | Parciales: 28–15, 17–26, 17–22, 26–6                  | Parciales: 28–15, 17–26, 17–22, 26–6 | Parciales: 28–15, 17–26, 17–22, 26–6           | |  |
|                      | Estadísticas Schröder 24 Benzing, Kleber 5 Schröder 6 | Reporte Pts Reb Asts                 | Estadísticas Mahalbašić 17 Rados 6 Schreiner 7 | Pabellón: Enervie Arena, Hagen Asistencia: 3,052 espectadores Árbitros: Emin Moğulkoç (TUR), Boris Gabara (SVK), Petar Denkovski (MKD) |  |

| 24 de agosto de 2014 | Polonia                                        | 100–64                                | Luxemburgo                                 | |  |
| 20:00                | Parciales: 14–17, 26–11, 30–18, 30–18          | Parciales: 14–17, 26–11, 30–18, 30–18 | Parciales: 14–17, 26–11, 30–18, 30–18      | |  |
|                      | Estadísticas Szewczyk 17 Kulig 13 Łączyński 10 | Reporte Pts Reb Asts                  | Estadísticas Rodenbourg 14 Jones 5 Jones 5 | Pabellón: Hala Widowiskowo-Sportowa, Koszalin Asistencia: 3,000 espectadores Árbitros: Gennadi Ponomarev (RUS), Marek Kúkelčík (SVK), Ivan Miličević (BIH) |  |

| 27 de agosto de 2014 | Luxemburgo                             | 66–118                                | Alemania                                     | |  |
| 19:30                | Parciales: 19–23, 21–20, 19–36, 15–39  | Parciales: 19–23, 21–20, 19–36, 15–39 | Parciales: 19–23, 21–20, 19–36, 15–39        | |  |
|                      | Estadísticas Arbaut 16 Jones 8 Jones 5 | Reporte Pts Reb Asts                  | Estadísticas Theis 17 Seiferth 10 Schröder 7 | Pabellón: D'Coque, Luxembourg City Asistencia: 1,700 espectadores Árbitros: Johann Jeanneau (FRA), Simon Unsworth (ENG), Paulus Van Den Heuvel (NED) |  |

| 27 de agosto de 2014 | Polonia                                           | 90–85                                             | Austria                                              | |  |
| 20:00                | Parciales: 15–22, 24–18, 19–16, 23–25 (T.E.: 9–4) | Parciales: 15–22, 24–18, 19–16, 23–25 (T.E.: 9–4) | Parciales: 15–22, 24–18, 19–16, 23–25 (T.E.: 9–4)    | |  |
|                      | Estadísticas Kulig 22 Kulig 12 Skibniewski 5      | Reporte Pts Reb Asts                              | Estadísticas Mahalbašić 27 Mahalbašić 13 Schreiner 6 | Pabellón: Cuprum Arena, Lubin Asistencia: 3,700 espectadores Árbitros: Igor Dragojević (MNE), Haris Bijedić (BIH), Sergii Tyslenko (UKR) |  |

### Grupo D
|   | Equipo              | Pts | PG | PP | PF  | PC  | Dif  |
| - | ------------------- | --- | -- | -- | --- | --- | ---- |
| 1 | Bélgica             | 11  | 5  | 1  | 454 | 379 | 75   |
| 2 | Macedonia del Norte | 11  | 5  | 1  | 450 | 393 | 57   |
| 3 | Bielorrusia         | 8   | 2  | 4  | 436 | 461 | −25  |
| 4 | Dinamarca           | 6   | 0  | 6  | 372 | 479 | −107 |

| 10 de agosto de 2014 | Bielorrusia                                                    | 97–72                                 | Dinamarca                                         | |  |
| 18:00                | Parciales: 20–12, 23–16, 22–21, 32–23                          | Parciales: 20–12, 23–16, 22–21, 32–23 | Parciales: 20–12, 23–16, 22–21, 32–23             | |  |
|                      | Estadísticas Pustahvar 24 Paliashchuk, Pustahvar 11 Charykau 7 | Reporte Pts Reb Asts                  | Estadísticas Reinholt 14 Jukic 11 Jukic, Møller 3 | Pabellón: Minsk-Arena, Minsk Asistencia: 1,600 espectadores Árbitros: Olegs Latiševs (LAT), Henri Hilke (FIN), Artūras Šukys (LTU) |  |

| 10 de agosto de 2014 | Macedonia del Norte                                           | 76–73                                              | Bélgica                                             | |  |
| 20:30                | Parciales: 16–19, 7–17, 22–13, 17–13 (T.E.: 14–11)            | Parciales: 16–19, 7–17, 22–13, 17–13 (T.E.: 14–11) | Parciales: 16–19, 7–17, 22–13, 17–13 (T.E.: 14–11)  | |  |
|                      | Estadísticas Stojanovski, Trajkovski 16 Hendrix 11 Kostoski 4 | Reporte Pts Reb Asts                               | Estadísticas Hervelle 17 three players 4 Hervelle 5 | Pabellón: Boris Trajkovski Sports Center, Skopje Asistencia: 5,500 espectadores Árbitros: Rüştü Nuran (TUR), Marek Cmikiewicz (POL), Manuel Mazzoni (ITA) |  |

| 13 de agosto de 2014 | Dinamarca                                       | 75–81                                 | Macedonia del Norte                                  | |  |
| 19:30                | Parciales: 18–24, 18–20, 18–11, 21–26           | Parciales: 18–24, 18–20, 18–11, 21–26 | Parciales: 18–24, 18–20, 18–11, 21–26                | |  |
|                      | Estadísticas Seilund 17 Bergstedt 10 Reinholt 4 | Reporte Pts Reb Asts                  | Estadísticas three players 12 Hendrix 7 Trajkovski 4 | Pabellón: Forum Horsens, Horsens Asistencia: 968 espectadores Árbitros: Juris Kokainis (LAT), Tomas Jasevičius (LTU), Sergei Beliakov (RUS) |  |

| 13 de agosto de 2014 | Bélgica                                                     | 71–57                                | Bielorrusia                                        | |  |
| 20:30                | Parciales: 24–19, 14–9, 18–11, 15–18                        | Parciales: 24–19, 14–9, 18–11, 15–18 | Parciales: 24–19, 14–9, 18–11, 15–18               | |  |
|                      | Estadísticas Gillet 15 Gillet, de Zeeuw 7 Bosco, Hervelle 3 | Reporte Pts Reb Asts                 | Estadísticas Kudrautsau 15 Kudrautsau 8 Charykau 4 | Pabellón: Spiroudome, Charleroi Asistencia: 800 espectadores Árbitros: Luigi Lamonica (ITA), Miguel Pérez (ESP), Paulo Marques (POR) |  |

| 17 de agosto de 2014 | Bélgica                                     | 71–50                                | Dinamarca                                            | |  |
| 15:00                | Parciales: 12–12, 29–17, 19–12, 11–9        | Parciales: 12–12, 29–17, 19–12, 11–9 | Parciales: 12–12, 29–17, 19–12, 11–9                 | |  |
|                      | Estadísticas Schwartz 12 De Zeeuw 9 Bosco 6 | Reporte Pts Reb Asts                 | Estadísticas Jukic 14 Bergstedt 7 Laerke, Reinholt 2 | Pabellón: Spiroudome, Charleroi Asistencia: 748 espectadores Árbitros: Boris Gabara (SVK), Tamas Benczur (HUN), Pedro Coelho (POR) |  |

| 17 de agosto de 2014 | Bielorrusia                                       | 70–81                                | Macedonia del Norte                             | |  |
| 18:00                | Parciales: 14–28, 24–8, 14–23, 18–22              | Parciales: 14–28, 24–8, 14–23, 18–22 | Parciales: 14–28, 24–8, 14–23, 18–22            | |  |
|                      | Estadísticas Liutych 17 Paliashchuk 10 Charykau 3 | Reporte Pts Reb Asts                 | Estadísticas Trajkovski 17 Hendrix 10 Sokolov 5 | Pabellón: Minsk-Arena, Minsk Asistencia: 1,200 espectadores Árbitros: Jakub Zamojski (POL), Oskars Lucis (LAT), Gintaras Vitkauskas (LTU) |  |

| 20 de agosto de 2014 | Dinamarca                                       | 66–73                                 | Bielorrusia                                                 | |  |
| 19:30                | Parciales: 23–16, 17–20, 16–15, 10–22           | Parciales: 23–16, 17–20, 16–15, 10–22 | Parciales: 23–16, 17–20, 16–15, 10–22                       | |  |
|                      | Estadísticas Reinholt 17 Bergstedt 5 Reinholt 3 | Reporte Pts Reb Asts                  | Estadísticas Liutych 21 Paliashchuk, Pustahvar 7 Charykau 4 | Pabellón: Forum Horsens, Horsens Asistencia: 669 espectadores Árbitros: Neil Wilkinson (ENG), Nebojša Kovačevič (GER), Dariusz Zapolski (POL) |  |

| 20 de agosto de 2014 | Bélgica                                      | 63–60                                 | Macedonia del Norte                              | |  |
| 20:30                | Parciales: 12–11, 21–12, 17–19, 13–18        | Parciales: 12–11, 21–12, 17–19, 13–18 | Parciales: 12–11, 21–12, 17–19, 13–18            | |  |
|                      | Estadísticas De Zeeuw 13 Hervelle 10 Bosco 4 | Reporte Pts Reb Asts                  | Estadísticas Hendrix 14 Hendrix 14 Stojanovski 4 | Pabellón: Spiroudome, Charleroi Asistencia: 1,369 espectadores Árbitros: Joseph Bissang (FRA), Milos Koljensić (MNE), Robert Vyklický (CZE) |  |

| 24 de agosto de 2014 | Bielorrusia                                               | 73–99                                 | Bélgica                                 | |  |
| 18:00                | Parciales: 16–28, 21–18, 18–33, 18–20                     | Parciales: 16–28, 21–18, 18–33, 18–20 | Parciales: 16–28, 21–18, 18–33, 18–20   | |  |
|                      | Estadísticas Kudrautsau 20 Meshcharakou 6 three players 3 | Reporte Pts Reb Asts                  | Estadísticas Lojeski 28 Bosco 6 Bosco 9 | Pabellón: Minsk-Arena, Minsk Asistencia: 1,500 espectadores Árbitros: Borys Ryzhyk (UKR), Piotr Pastusiak (POL), Mindaugas Večerskis (LTU) |  |

| 24 de agosto de 2014 | Macedonia del Norte                                          | 80–46                                | Dinamarca                                                    | |  |
| 20:30                | Parciales: 22–13, 19–16, 13–11, 26–6                         | Parciales: 22–13, 19–16, 13–11, 26–6 | Parciales: 22–13, 19–16, 13–11, 26–6                         | |  |
|                      | Estadísticas Hendrix 15 Hendrix 12 Stojanovski, Trajkovski 4 | Reporte Pts Reb Asts                 | Estadísticas Bergstedt 16 Jukic, Bergstedt 5 Reinholt, Bak 1 | Pabellón: Boris Trajkovski Sports Center, Skopje Asistencia: 5,100 espectadores Árbitros: Grzegorz Ziemblicki (POL), Miroslav Tomov (BUL), Semen Ovinov (RUS) |  |

| 27 de agosto de 2014 | Dinamarca                                     | 63–77                                 | Bélgica                                      | |  |
| 19:30                | Parciales: 15–18, 17–16, 18–22, 13–21         | Parciales: 15–18, 17–16, 18–22, 13–21 | Parciales: 15–18, 17–16, 18–22, 13–21        | |  |
|                      | Estadísticas Reinholt 21 Bergstedt 7 Laerke 4 | Reporte Pts Reb Asts                  | Estadísticas Hervelle 24 Hervelle 12 Bosco 6 | Pabellón: Forum Horsens, Horsens Asistencia: 1,008 espectadores Árbitros: Sinisa Herceg (CRO), Markos Michaelides (SUI), Fedja Serhatlic (SWE) |  |

| 27 de agosto de 2014 | Macedonia del Norte                                  | 72–66                                | Bielorrusia                                        | |  |
| 20:30                | Parciales: 26–17, 14–17, 17–9, 15–23                 | Parciales: 26–17, 14–17, 17–9, 15–23 | Parciales: 26–17, 14–17, 17–9, 15–23               | |  |
|                      | Estadísticas Stojanovski 13 Hendrix 10 Stojanovski 4 | Reporte Pts Reb Asts                 | Estadísticas Sitnik 18 Pustahvar 6 three players 2 | Pabellón: Boris Trajkovski Sports Center, Skopje Asistencia: 5,400 espectadores Árbitros: Srdan Dozai (CRO), Ciprian Stoica (ROU), Stanislav Kučera (CZE) |  |

### Grupo E
|   | Equipo          | Pts | PG | PP | PF  | PC  | Dif |
| - | --------------- | --- | -- | -- | --- | --- | --- |
| 1 | Georgia         | 10  | 4  | 2  | 454 | 430 | 24  |
| 2 | República Checa | 10  | 4  | 2  | 446 | 400 | 46  |
| 3 | Hungría         | 10  | 4  | 2  | 402 | 376 | 26  |
| 4 | Portugal        | 6   | 0  | 6  | 353 | 449 | −96 |

| 10 de agosto de 2014 | Georgia                                             | 73–62                                | República Checa                            | |  |
| 19:00                | Parciales: 17–12, 19–20, 19–21, 18–9                | Parciales: 17–12, 19–20, 19–21, 18–9 | Parciales: 17–12, 19–20, 19–21, 18–9       | |  |
|                      | Estadísticas Pachulia 19 Sanikidze 12 Tsintsadze 10 | Reporte Pts Reb Asts                 | Estadísticas Auda 18 Balvín 7 Satoranský 8 | Pabellón: Tbilisi Sports Palace, Tbilisi Asistencia: 7,500 espectadores Árbitros: Emin Moğulkoç (TUR), Moritz Reiter (GER), Milos Koljensić (MNE) |  |

| 10 de agosto de 2014 | Portugal                                   | 38–58                               | Hungría                                          | |  |
| 19:30                | Parciales: 10–23, 10–18, 8–6, 10–11        | Parciales: 10–23, 10–18, 8–6, 10–11 | Parciales: 10–23, 10–18, 8–6, 10–11              | |  |
|                      | Estadísticas Lima 12 Hallman 9 Fernandes 3 | Reporte Pts Reb Asts                | Estadísticas Vojvoda 20 A. Keller 13 J. Keller 5 | Pabellón: Pavilhao dos Desportos de Sines, Sines Asistencia: 2,000 espectadores Árbitros: Vicente Bulto (ESP), Tolga Sahin (ITA), Mathieu Bayot (BEL) |  |

| 13 de agosto de 2014 | República Checa                                     | 89–53                                 | Portugal                                         | |  |
| 18:00                | Parciales: 27–14, 24–17, 23–11, 15–11               | Parciales: 27–14, 24–17, 23–11, 15–11 | Parciales: 27–14, 24–17, 23–11, 15–11            | |  |
|                      | Estadísticas Satoranský 18 Pomikálek 7 Satoranský 5 | Reporte Pts Reb Asts                  | Estadísticas Da Silva 11 Guerreiro 5 Fernandes 4 | Pabellón: Sportovní Centrum, Nymburk Asistencia: 1,050 espectadores Árbitros: Aleksandar Glisić (SRB), Aleksandar Milojević (MKD), Kfir Mualem (ISR) |  |

| 13 de agosto de 2014 | Hungría                                                  | 74–73 | Georgia                                                     | |  |
| 18:00                | Parciales: 19–18, 18–18, 17–19, 20–18                    | Parciales: 19–18, 18–18, 17–19, 20–18 | Parciales: 19–18, 18–18, 17–19, 20–18                       | |  |
|                      | Estadísticas Vojvoda 20 A. Keller, Vojvoda 5 J. Keller 6 | [http://www.fibaeurope.com/cid_KNce8jInH7Qj1EsyH5rjn2.gameID_9318-E-4-2.compID_qMRZdYCZI6EoANOrUf9le2.season_2015.roundID_9318.teamID_.html Pts Reb Asts | Estadísticas Pachulia 19 Pachulia 6 Tsintsadze, Shengelia 4 | Pabellón: Messzi István Sportcsarnok, Kecskemét Asistencia: 1,500 espectadores Árbitros: Zoran Šutulović (MNE), Janusz Calik (POL), Boris Gabara (SVK) |  |

| 17 de agosto de 2014 | Portugal                                            | 90–91                                               | Georgia                                             | |  |
| 16:00                | Parciales: 24–14, 21–12, 19–32, 15–21 (T.E.: 11–12) | Parciales: 24–14, 21–12, 19–32, 15–21 (T.E.: 11–12) | Parciales: 24–14, 21–12, 19–32, 15–21 (T.E.: 11–12) | |  |
|                      | Estadísticas Da Silva 26 Soares 9 Fernandes 8       | Reporte Pts Reb Asts                                | Estadísticas Pachulia 25 Sanikidze 13 Tsintsadze 5  | Pabellón: Arena Dolce Vita, Ovar Asistencia: 700 espectadores Árbitros: Miguel Pérez Pérez (ESP), Carmelo Paternico (ITA), Jean-Charles Collin (FRA) |  |

| 17 de agosto de 2014 | República Checa                            | 66–63                                | Hungría                                           | |  |
| 18:00                | Parciales: 20–16, 17–18, 15–9, 14–20       | Parciales: 20–16, 17–18, 15–9, 14–20 | Parciales: 20–16, 17–18, 15–9, 14–20              | |  |
|                      | Estadísticas Pumprla 14 Pumprla 7 Welsch 7 | Reporte Pts Reb Asts                 | Estadísticas Vojvoda 25 Tóth 9 Wittmann, Thomas 3 | Pabellón: Sportovní Centrum, Nymburk Asistencia: 1,500 espectadores Árbitros: Milivoje Jovčić (SRB), Olegs Latiševs (LAT), Piotr Pastusiak (POL) |  |

| 20 de agosto de 2014 | Hungría                                              | 65–52                                 | Portugal                                            | |  |
| 17:45                | Parciales: 16–15, 14–17, 23–10, 12–10                | Parciales: 16–15, 14–17, 23–10, 12–10 | Parciales: 16–15, 14–17, 23–10, 12–10               | |  |
|                      | Estadísticas Wittmann 16 Vojvoda 8 Vojvoda, Thomas 3 | Reporte Pts Reb Asts                  | Estadísticas Hallman 15 Hallman 9 Balseiro, Pinto 2 | Pabellón: Messzi István Sportcsarnok, Kecskemét Asistencia: 1,800 espectadores Árbitros: Igor Dragojević (MNE), Gentian Cici (ALB), Torkild Rodsand (NOR) |  |

| 20 de agosto de 2014 | República Checa                                  | 86–67                                 | Georgia                                           | |  |
| 18:00                | Parciales: 18–13, 21–17, 19–20, 28–17            | Parciales: 18–13, 21–17, 19–20, 28–17 | Parciales: 18–13, 21–17, 19–20, 28–17             | |  |
|                      | Estadísticas Satoranský 16 Balvín 7 Satoranský 6 | Reporte Pts Reb Asts                  | Estadísticas Sanikidze 17 Pachulia 7 Tsintsadze 4 | Pabellón: Sportovní Centrum, Nymburk Asistencia: 1,500 espectadores Árbitros: Daniel Hierrezuelo (ESP), Jurgis Laurinavicius (LTU), Ciprian Stoica (ROU) |  |

| 24 de agosto de 2014 | Portugal                                              | 61–75                                 | República Checa                                    | |  |
| 16:00                | Parciales: 21–24, 16–18, 13–21, 11–12                 | Parciales: 21–24, 16–18, 13–21, 11–12 | Parciales: 21–24, 16–18, 13–21, 11–12              | |  |
|                      | Estadísticas Fonseca 22 Fonseca 10 Fernandes, Pinto 3 | Reporte Pts Reb Asts                  | Estadísticas Satoranský 18 Pumprla 11 Satoranský 5 | Pabellón: Gondomar Arena, Gondomar Asistencia: 1,500 espectadores Árbitros: Miguel Pérez (ESP), Roberto Chiari (ITA), Marko Vučković (SLO) |  |

| 24 de agosto de 2014 | Georgia                                             | 79–59                                | Hungría                                        | |  |
| 19:00                | Parciales: 22–12, 23–18, 17–21, 17–8                | Parciales: 22–12, 23–18, 17–21, 17–8 | Parciales: 22–12, 23–18, 17–21, 17–8           | |  |
|                      | Estadísticas Shengelia 26 Sanikidze 9 Tsintsadze 10 | Reporte Pts Reb Asts                 | Estadísticas Wittmann 14 A. Keller 6 Vojvoda 7 | Pabellón: Tbilisi Sports Palace, Tbilisi Asistencia: 9,000 espectadores Árbitros: Ademir Zurapović (BIH), Clemens Fritz (GER), Radomir Vojinovic (MNE) |  |

| 27 de agosto de 2014 | Hungría                                         | 83–68                                 | República Checa                                       | |  |
| 17:45                | Parciales: 20–13, 12-18, 26–19, 22–18           | Parciales: 20–13, 12-18, 26–19, 22–18 | Parciales: 20–13, 12-18, 26–19, 22–18                 | |  |
|                      | Estadísticas Vojvoda 20 A. Keller 11 Wittmann 7 | Reporte Pts Reb Asts                  | Estadísticas Houška, Satoranský 18 Balvín 8 Vojvoda 6 | Pabellón: Tiszaligeti Sportcsarnok, Szolnok Asistencia: 2,080 espectadores Árbitros: Jakub Zamojski (POL), Panagiotis Anastopoulos (GRE), Alexandru Olaru (ROU) |  |

| 27 de agosto de 2014 | Georgia                                          | 71–59                                 | Portugal                                       | |  |
| 19:00                | Parciales: 22–15, 14–16, 16–14, 19–14            | Parciales: 22–15, 14–16, 16–14, 19–14 | Parciales: 22–15, 14–16, 16–14, 19–14          | |  |
|                      | Estadísticas Sanikidze 20 Pachulia 10 Pachulia 9 | Reporte Pts Reb Asts                  | Estadísticas Fonseca 17 Queiroz 6 Fernandes 10 | Pabellón: Tbilisi Sports Palace, Tbilisi Asistencia: 8,000 espectadores Árbitros: Pérez Perez (ESP), Ersan Kartal (TUR), Oskars Lucis (LAT) |  |

### Grupo F
|   | Equipo     | Pts | PG | PP | PF  | PC  | Dif |
| - | ---------- | --- | -- | -- | --- | --- | --- |
| 1 | Letonia    | 12  | 6  | 0  | 486 | 392 | 94  |
| 2 | Rumania    | 10  | 4  | 2  | 471 | 483 | −12 |
| 3 | Suecia     | 8   | 2  | 4  | 442 | 455 | −13 |
| 3 | Eslovaquia | 6   | 0  | 6  | 433 | 504 | −71 |

| 10 de agosto de 2014 | Suecia                                               | 50–62                                 | Letonia                                               | |  |
| 18:00                | Parciales: 14–21, 16–15, 10–13, 10–13                | Parciales: 14–21, 16–15, 10–13, 10–13 | Parciales: 14–21, 16–15, 10–13, 10–13                 | |  |
|                      | Estadísticas Borg 11 Kjellbom 5 Kjellbom, Massamba 2 | Reporte Pts Reb Asts                  | Estadísticas Bērziņš 14 Bērziņš 9 Timma, Strēlnieks 3 | Pabellón: Luleå Energi Arena, Luleå Asistencia: 1,636 espectadores Árbitros: Neil Wilkinson (ENG), Luis Lopes (POR), Marcin Kowalski (POL) |  |

| 10 de agosto de 2014 | Eslovaquia                                    | 69–81                                 | Rumania                                       | |  |
| 18:00                | Parciales: 27–13, 14–18, 13–29, 15–21         | Parciales: 27–13, 14–18, 13–29, 15–21 | Parciales: 27–13, 14–18, 13–29, 15–21         | |  |
|                      | Estadísticas Milošević 20 Jašš 10 Milošević 7 | Reporte Pts Reb Asts                  | Estadísticas Nicoară 20 Moldoveanu 9 Calotă 4 | Pabellón: Hala Pezinok, Pezinok Asistencia: 800 espectadores Árbitros: Jakub Zamojski (POL), Christoph Rohacky (AUT), Gellért Kapitany (HUN) |  |

| 13 de agosto de 2014 | Rumania                                            | 77–72                                              | Suecia                                               | |  |
| 19:00                | Parciales: 12–14, 16–11, 18–20, 20–21 (T.E.: 11–6) | Parciales: 12–14, 16–11, 18–20, 20–21 (T.E.: 11–6) | Parciales: 12–14, 16–11, 18–20, 20–21 (T.E.: 11–6)   | |  |
|                      | Estadísticas Baciu 18 Moldoveanu 9 Guțoaia 5       | Reporte Pts Reb Asts                               | Estadísticas Pahlmblad 17 Kjellbom 9 three players 3 | Pabellón: Sala Transilvania, Sibiu Asistencia: 1,800 espectadores Árbitros: Spyridon Gontas (GRE), Marko Juras (SRB), Zdravko Rutešić (MNE) |  |

| 13 de agosto de 2014 | Letonia                                        | 86–66                                 | Eslovaquia                                 | |  |
| 20:15                | Parciales: 23–14, 26–12, 16–14, 21–26          | Parciales: 23–14, 26–12, 16–14, 21–26 | Parciales: 23–14, 26–12, 16–14, 21–26      | |  |
|                      | Estadísticas Bērziņš 18 Bērziņš 8 Strēlnieks 6 | Reporte Pts Reb Asts                  | Estadísticas Sedmák 17 Simek 6 Milošević 5 | Pabellón: Arena Riga, Riga Asistencia: 4,700 espectadores Árbitros: Anton Makhlin (RUS), Wojciech Liszka (POL), Vladyslav Isachenko (UKR) |  |

| 17 de agosto de 2014 | Eslovaquia                                      | 72–75                                | Suecia                                          | |  |
| 18:00                | Parciales: 26–20, 14–20, 8–24, 24–11            | Parciales: 26–20, 14–20, 8–24, 24–11 | Parciales: 26–20, 14–20, 8–24, 24–11            | |  |
|                      | Estadísticas Sedmák 23 Žiak 8 Žiak, Milošević 3 | Reporte Pts Reb Asts                 | Estadísticas Pahlmblad 14 Kjellbom 9 Massamba 4 | Pabellón: Hala Pezinok, Pezinok Asistencia: 700 espectadores Árbitros: Ademir Zurapović (BIH), Marek Maliszewski (POL), Petar Denkovski (MKD) |  |

| 17 de agosto de 2014 | Letonia                                      | 88–65                                 | Letonia                                      | |  |
| 20:15                | Parciales: 20–16, 16–19, 29–18, 23–12        | Parciales: 20–16, 16–19, 29–18, 23–12 | Parciales: 20–16, 16–19, 29–18, 23–12        | |  |
|                      | Estadísticas Blūms 17 Bērziņš 9 Strēlnieks 6 | Reporte Pts Reb Asts                  | Estadísticas Moldoveanu 17 Nicoară 6 Tudor 3 | Pabellón: Arena Riga, Riga Asistencia: 4,200 espectadores Árbitros: Borys Ryzhyk (UKR), Mario Majkic (SLO), Václav Lukeš (CZE) |  |

| 20 de agosto de 2014 | Rumania                                             | 90–86                                 | Eslovaquia                                | |  |
| 19:00                | Parciales: 14–18, 24–25, 23–24, 29–19               | Parciales: 14–18, 24–25, 23–24, 29–19 | Parciales: 14–18, 24–25, 23–24, 29–19     | |  |
|                      | Estadísticas Nicoară, Guțoaia 20 Nicoară 12 Tudor 9 | Reporte Pts Reb Asts                  | Estadísticas Jašš 17 Sedmák 8 Milošević 6 | Pabellón: Sala Transilvania, Sibiu Asistencia: 1,800 espectadores Árbitros: Paulo Marques (POR), Tomislav Vovk (CRO), Dragan Kralj (BIH) |  |

| 20 de agosto de 2014 | Letonia                                             | 79–76                                               | Suecia                                              | |  |
| 20:15                | Parciales: 17–18, 12–19, 22–13, 14–15 (T.E.: 14–11) | Parciales: 17–18, 12–19, 22–13, 14–15 (T.E.: 14–11) | Parciales: 17–18, 12–19, 22–13, 14–15 (T.E.: 14–11) | |  |
|                      | Estadísticas Bērziņš 23 Bērziņš 10 Strēlnieks 6     | Reporte Pts Reb Asts                                | Estadísticas Kjellbom 19 Kjellbom 13 Borg, Person 4 | Pabellón: Arena Riga, Riga Asistencia: 5,214 espectadores Árbitros: Srdan Dozai (CRO), Tomas Jasevičius (LTU), Markos Michaelides (SUI) |  |

| 24 de agosto de 2014 | Eslovaquia                                  | 65–89                                 | Letonia                                                         | |  |
| 18:00                | Parciales: 16–20, 17–30, 19–22, 13–17       | Parciales: 16–20, 17–30, 19–22, 13–17 | Parciales: 16–20, 17–30, 19–22, 13–17                           | |  |
|                      | Estadísticas Sedmák 23 Sedmák 6 Milošević 7 | Reporte Pts Reb Asts                  | Estadísticas Blūms, Janičenoks 13 Šmits 8 Bertāns, Janičenoks 3 | Pabellón: Hala Pezinok, Pezinok Asistencia: 500 espectadores Árbitros: Milija Vojinović (SRB), Milos Koljensić (MNE), Zoltan Palla (HUN) |  |

| 24 de agosto de 2014 | Suecia                                                         | 86–88                                 | Rumania                                           | |  |
| 18:00                | Parciales: 17–22, 21–25, 16–20, 32–21                          | Parciales: 17–22, 21–25, 16–20, 32–21 | Parciales: 17–22, 21–25, 16–20, 32–21             | |  |
|                      | Estadísticas Hakanson, Kjellbom 20 Kjellbom 11 three players 3 | Reporte Pts Reb Asts                  | Estadísticas Moldoveanu 22 Baciu 9 four players 3 | Pabellón: Boråshallen, Borås Asistencia: 1,748 espectadores Árbitros: Milivoje Jovčić (SRB), Haydn Jones (WAL), Sebastien Clivaz (SUI) |  |

| 27 de agosto de 2014 | Suecia                                         | 83–77                                 | Eslovaquia                                   | |  |
| 19:00                | Parciales: 22–16, 17–24, 20–15, 24–22          | Parciales: 22–16, 17–24, 20–15, 24–22 | Parciales: 22–16, 17–24, 20–15, 24–22        | |  |
|                      | Estadísticas Massamba 21 Kjellbom 9 Massamba 5 | Reporte Pts Reb Asts                  | Estadísticas Sedmák 20 Dorazil 7 Milošević 7 | Pabellón: Boråshallen, Borås Asistencia: 950 espectadores Árbitros: Janusz Calik (POL), Sigmundur Herbertsson (ISL), Henri Hilke (FIN) |  |

| 27 de agosto de 2014 | Rumania                                               | 70–82                                 | Letonia                                         | |  |
| 19:00                | Parciales: 16–22, 21–15, 18–27, 15–18                 | Parciales: 16–22, 21–15, 18–27, 15–18 | Parciales: 16–22, 21–15, 18–27, 15–18           | |  |
|                      | Estadísticas Silvășan, Moldoveanu 18 Nicoara 6 Paul 5 | Reporte Pts Reb Asts                  | Estadísticas Blūms 15 Freimanis 10 Janičenoks 5 | Pabellón: Sala Transilvania, Sibiu Asistencia: 2,000 espectadores Árbitros: Zoran Šutulović (MNE), Borys Shulga (UKR), Petros Papapetrou (GRE) |  |

### Grupo G
|   | Equipo | Pts | PG | PP | PF  | PC  | Dif |
| - | ------ | --- | -- | -- | --- | --- | --- |
| 1 | Italia | 7   | 3  | 1  | 303 | 260 | 43  |
| 2 | Rusia  | 6   | 2  | 2  | 313 | 268 | 45  |
| 3 | Suiza  | 5   | 1  | 3  | 260 | 348 | −88 |

| 10 de agosto de 2014 | Suiza                                        | 79–77                                 | Rusia                                       | |  |
| 16:00                | Parciales: 21–22, 21–15, 24–10, 13–30        | Parciales: 21–22, 21–15, 24–10, 13–30 | Parciales: 21–22, 21–15, 24–10, 13–30       | |  |
|                      | Estadísticas D. Mlađan 24 Capela 7 Cotture 4 | Reporte Pts Reb Asts                  | Estadísticas Kurbanov 13 Mozgov 7 Antonov 4 | Pabellón: BCF-Arena, Fribourg Asistencia: 1,800 espectadores Árbitros: Joseph Bissang (FRA), Christof Madinger (GER), Keith Williams (ENG) |  |

| 13 de agosto de 2014 | Rusia                                       | 63–65                                 | Italia                                                 | |  |
| 19:00                | Parciales: 14–12, 14–13, 23–18, 12–22       | Parciales: 14–12, 14–13, 23–18, 12–22 | Parciales: 14–12, 14–13, 23–18, 12–22                  | |  |
|                      | Estadísticas Mozgov 17 Mozgov 10 Khvostov 3 | Reporte Pts Reb Asts                  | Estadísticas Gentile 20 Datome 8 Gentile, Cinciarini 2 | Pabellón: Basketball Center of Moscow Region, Moscú Asistencia: 2,000 espectadores Árbitros: Ilija Belošević (SRB), Sašo Petek (SLO), Tomislav Hordov (CRO) |  |

| 17 de agosto de 2014 | Italia                                                | 90–60                                | Suiza                                         | |  |
| 20:30                | Parciales: 22–8, 22–15, 23–24, 23–13                  | Parciales: 22–8, 22–15, 23–24, 23–13 | Parciales: 22–8, 22–15, 23–24, 23–13          | |  |
|                      | Estadísticas Gentile, Aradori 17 Cusin 8 Cinciarini 6 | Reporte Pts Reb Asts                 | Estadísticas D. Mlađan 18 M. Mlađan 6 Savoy 3 | Pabellón: Pala Rockefeller, Cagliari Asistencia: 3,000 espectadores Árbitros: Dragan Nešković (SRB), Regis Bardera (FRA), Tomislav Vovk (CRO) |  |

| 20 de agosto de 2014 | Rusia                                                     | 101–56                               | Suiza                                          | |  |
| 19:00                | Parciales: 30–20, 22–9, 21–13, 28–14                      | Parciales: 30–20, 22–9, 21–13, 28–14 | Parciales: 30–20, 22–9, 21–13, 28–14           | |  |
|                      | Estadísticas Sokolov, Zubkov 15 Kurbanov 13 Ponkrashov 12 | Reporte Pts Reb Asts                 | Estadísticas M. Mlađan 16 M. Mlađan 7 Mafuta 3 | Pabellón: Basketball Center of Moscow Region, Moscú Asistencia: 2,500 espectadores Árbitros: Zoran Šutulović (MNE), Gintaras Vitkauskas (LTU), Andris Aunkrogers (LAT) |  |

| 24 de agosto de 2014 | Italia                                                    | 68–72                                 | Rusia                                                   | |  |
| 20:30                | Parciales: 19–17, 17–19, 14–11, 18–25                     | Parciales: 19–17, 17–19, 14–11, 18–25 | Parciales: 19–17, 17–19, 14–11, 18–25                   | |  |
|                      | Estadísticas Gentile 23 Datome, Aradori 6 three players 2 | Reporte Pts Reb Asts                  | Estadísticas Ponkrashov 22 three players 7 Ponkrashov 8 | Pabellón: Pala Rockefeller, Cagliari Asistencia: 4,000 espectadores Árbitros: Vicente Bulto (ESP), Christos Christodoulou (GRE), Uroš Obrknežević (SRB) |  |

| 27 de agosto de 2014 | Suiza                                           | 65–80                                 | Italia                                   | |  |
| 20:45                | Parciales: 15–28, 14–20, 15–19, 21–13           | Parciales: 15–28, 14–20, 15–19, 21–13 | Parciales: 15–28, 14–20, 15–19, 21–13    | |  |
|                      | Estadísticas M. Mlađan 21 M. Mlađan 10 Kazadi 4 | Reporte Pts Reb Asts                  | Estadísticas Datome 24 Cusin 8 Gentile 3 | Pabellón: Centro Sportivo Bellinzona, Bellinzona Asistencia: 2,400 espectadores Árbitros: Antonio Conde (ESP), Renaud Geller (BEL), Paulo Marques (POR) |  |

- Datos: Q5425608